# Holly Pond
Holly Pond è un comune degli Stati Uniti d'America situato nella contea di Cullman dello Stato dell'Alabama.